# Джулія Гаґен-Шварц
Джулія Гаґен-Шварц (ест. Julie Wilhelmine Hagen-Schwarz, нар. 27 жовтня 1824, Пранглі, Російська імперія — пом. 20 жовтня 1902, Юр'їв, Російська імперія) — балтійсько-німецька хужожниця, яка спеціалізувалася в написанні портретів.

## Біографія

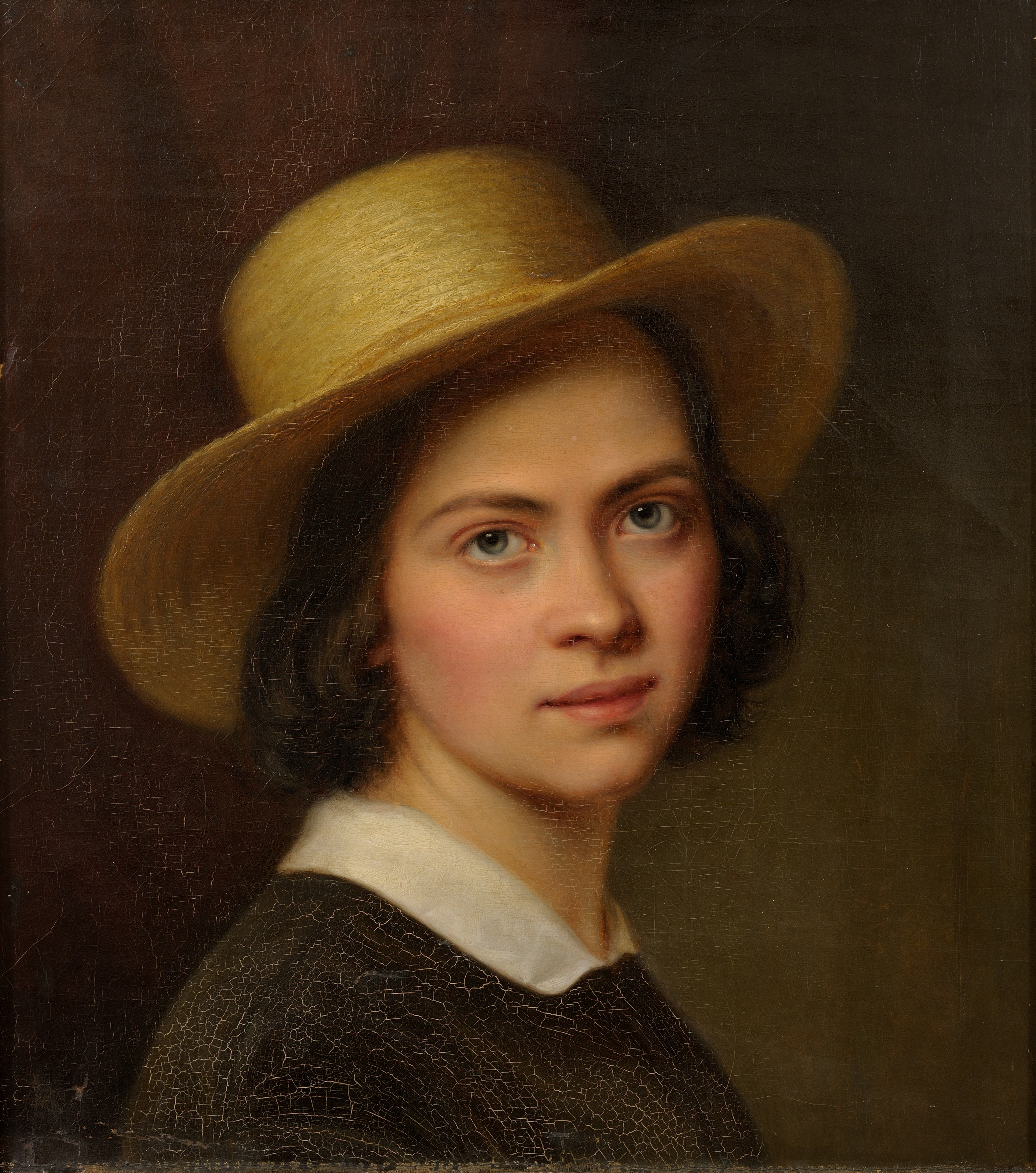
Автопортрет

Джулія народилася в родині відомого художника Августа Матіаса Гаґена. З самого дитинства проявляла інтерес до малювання, тому батько взявся її навчати художній справі. Після закінчення школи, поступила до Дерптського університету, де захопилася написанням портретів.
Після закінчення університету отримала грант на навчання в Німеччині. Спочатку це було в Дрездені, а згодом переїхала до Мюнхену, де почала працювати в майстерні Моріца Ругендаса. Через три роки повернулась до Дерпту та отримала ще один грант на навчання в Італії. Цього разу її супроводжував батько, який сподівався, що клімат Італії допоможе йому із зором. 
1854 року вона повернулась додому вже будучи відомим митцем, так як мала багато виставок по всій Європі. Невдовзі вийшла заміж за астронома Людвіга Шварца, який згодом став директором місцевої обсерваторії. Її медовий місяць включав експедицію до Південного Сибіру, де її чоловік був частиною експедиції, яка вивчала мінеральні ресурси. Протягом подорожі Джулія скористалась нагодою для накидків ескізів всього, що її оточувало.
1858 року стала першою жінкою, яка стала членом Імперської академії мистецтв. Після цього більшість свого часу вона проводила в Санкт-Петербурзі, беручи участь в місцевих виставках. Загалом, за свою кар'єру вона написала близько 700 портретів.

## Вибрані картини

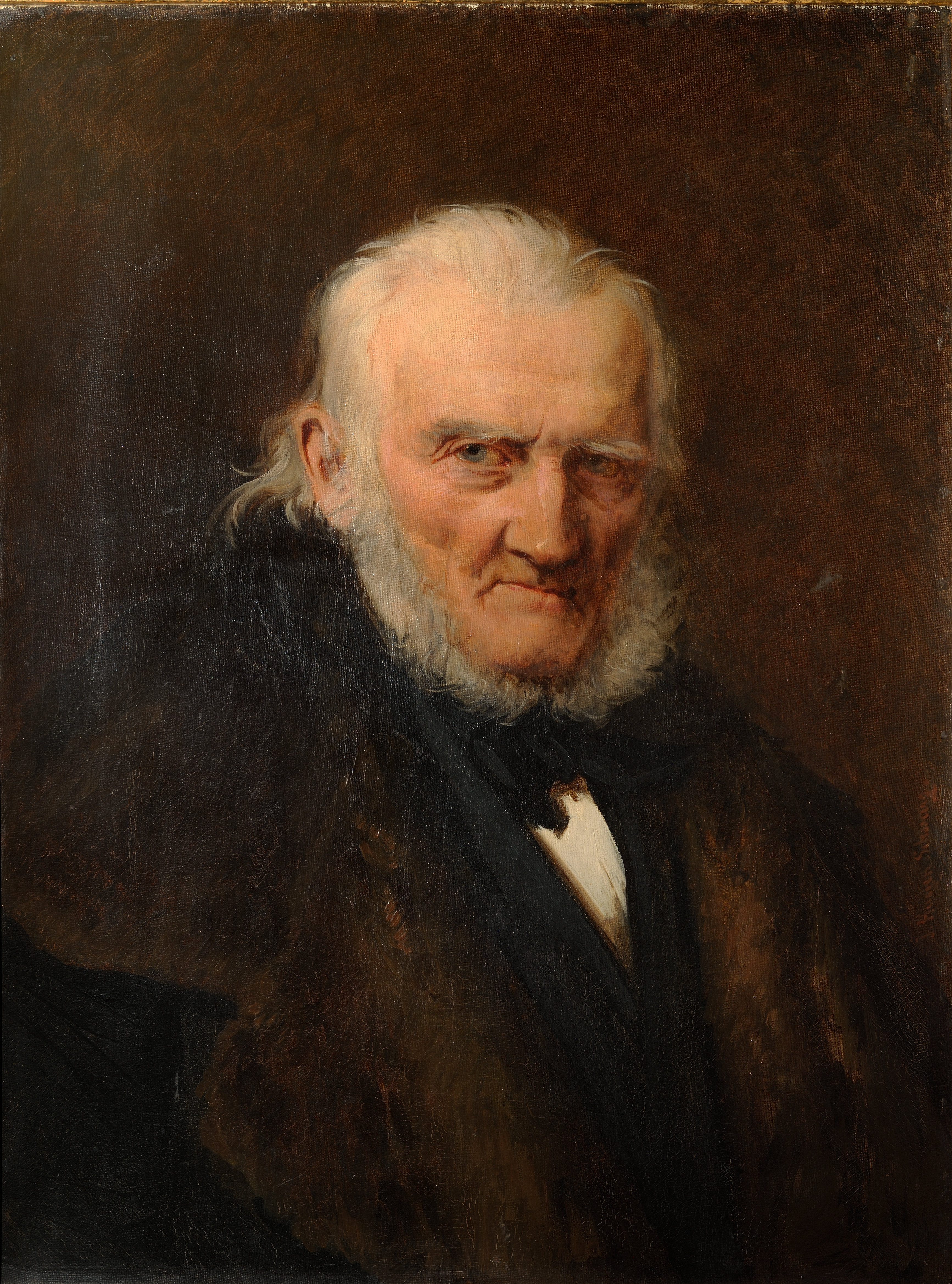
Портрет батька (1870-і)
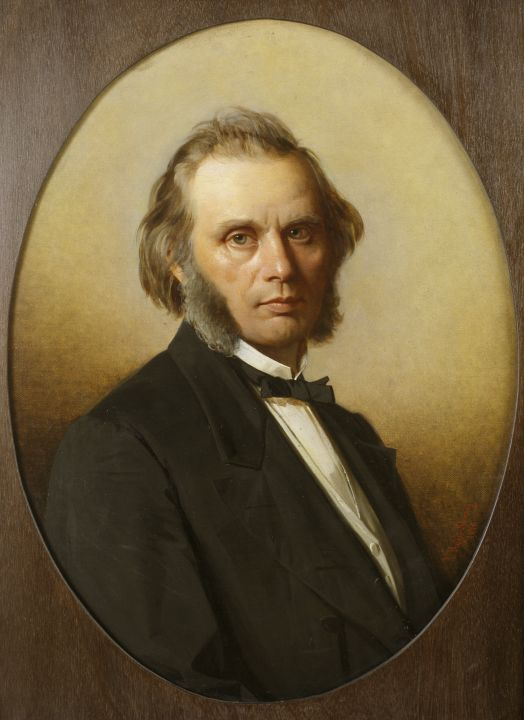
Портрет чоловіка (1870)
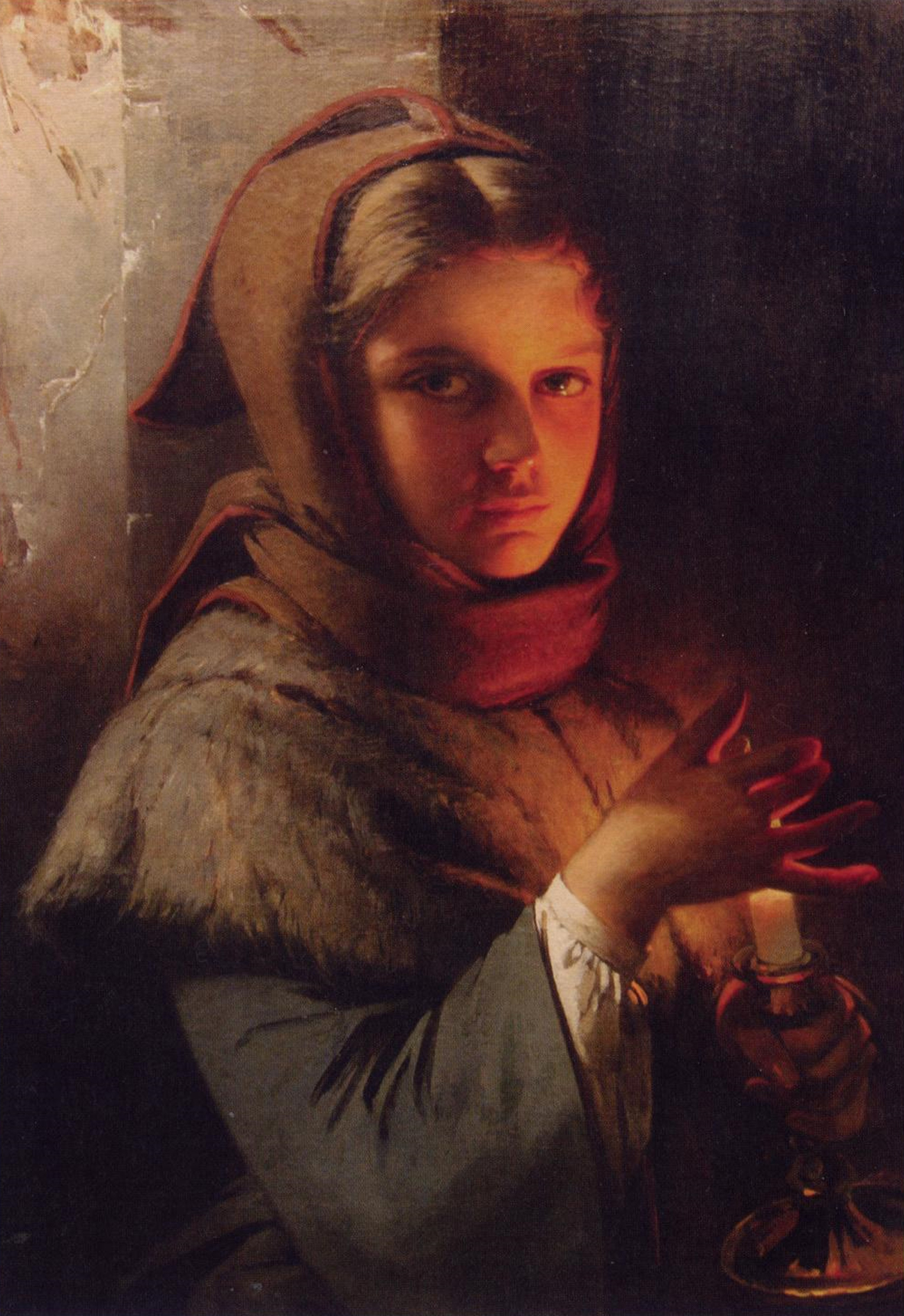
Портрет дівчини (1870-і)
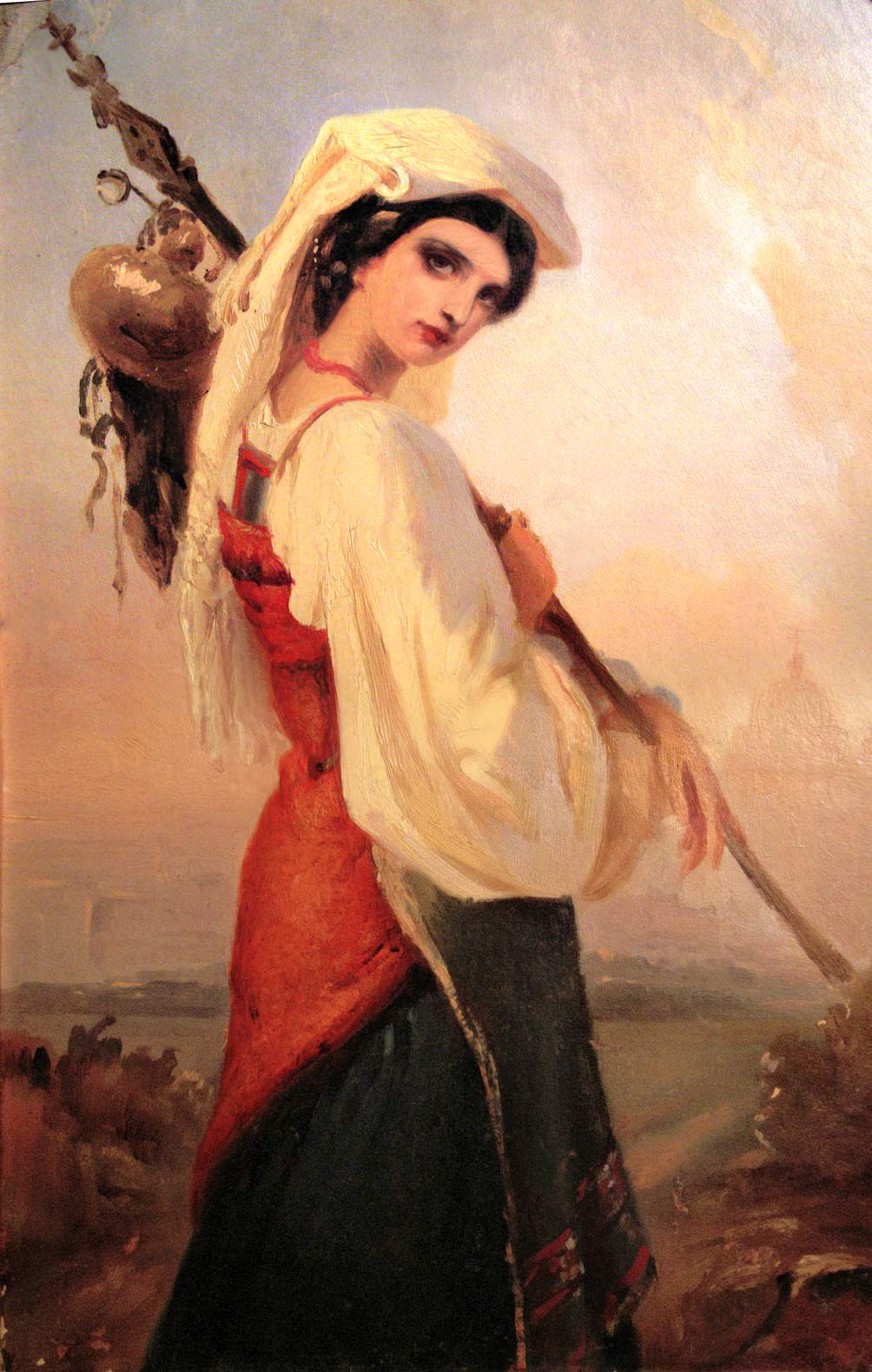
Італійка по дорозі до Риму (1850)
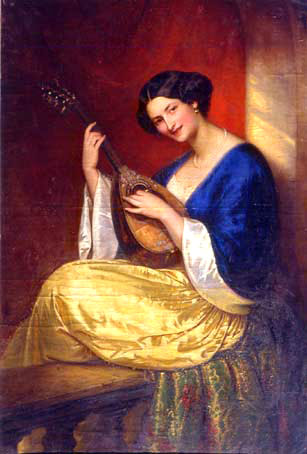
Дівчина грає на мандоліні (1851)